# Ricardo Padilla
Ricardo Padilla Fonseca (Barrio Amón, San José, 11 de marzo de 1947) es un compositor, cantante y actor costarricense. Es conocido por interpretar canciones tales como «Puntarenas» (de su propia autoría), «Ni amante, ni amor ni nada» (Alejandro Vezzani), «Garra de león» (Daniel Moncada), «Con quién estás» (Cacho Castaña), entre otras.
Con una trayectoria que abarca más de 50 años, se le considera uno de los artistas más relevantes en la historia de la música de Costa Rica.
Fue galardonado con el Premio Claustro Doctoral Honoris Causa A.C. por el Museo José Luis Cuevas, un reconocimiento que premia la trayectoria de los artistas en México. También recibió el reconocimiento por parte de la Asociación de Compositores y Autores Musicales de Costa Rica (ACAM) por sus 50 años de trayectoria musical, en el Teatro Nacional de Costa Rica.

## Biografía
Estudió en la escuela Buenaventura Corrales, cursó distintas cátedras en el Conservatorio de Música de su país. A los 17 años personificó a uno de los protagonistas de la ópera: La forza del destino (música de Giuseppe Verdi y libreto en italiano de Francesco María Piave).
Padilla estuvo radicado en México -por espacio de 29 años, y Discos Musart fue su primera firma promotora- donde combinó su faceta de cantante con la de actuación -en foto-novelas, novelas y películas- y el modelaje. Compartió escenario con actores de gran trayectoria como María Félix, Angélica María y Lupita D'Alessio.
En los escenarios musicales, estuvo al lado de: Massiel, Tom Jones, Nelson Ned, Armando Manzanero y Joan Manuel Serrat, entre otros.
Su compañero musical fue el maestro Álvaro Esquivel, con quien efectuó los arreglos del álbum: “Íntimamente” y una presentación en el Teatro Nacional de Costa Rica.
En el año 2020 a los 72 años sufrió un grave accidente en Puriscal, Costa Rica, un árbol de repente cayó encima de la camioneta donde se encontraba el artista, quedó prensado dentro de su vehículo sin embargo logró recuperarse.
Actualmente se encuentra semirretirado de los escenario, muy ocasionalmente, se presenta ante su público para eventos como la Teletón y un tributo a Ray Tico.

## Participaciones en el Festival de la OTI
Participó en diferentes certámenes del Festival de la OTI (Organización de Telecomunicaciones de Iberoamérica):
- En Valencia, España (1994) con la canción: «Como vino, se fue».
- En Lima, Perú (1982) con el tema: «La mujer de mi vida».
- En Buenos Aires, Argentina (1980) con la canción: «El amor se va».